# Anne White
Ne pas confondre avec Robin White et Wendy White, également joueuses de tennis.
Pour les articles homonymes, voir White.
Anne White (née le 28 septembre 1961) est une joueuse de tennis américaine, professionnelle dans les années 1980.
Elle a atteint le 19e rang mondial en simple le 17 mars 1986 et le 18e en double le 14 mars 1988.
Au cours de sa carrière, elle a remporté 8 tournois WTA, dont 7 en double.
Elle est restée célèbre pour la tenue qu'elle arbora lors du tournoi de Wimbledon 1985. Au premier tour, Anne White y rencontra Pam Shriver, tête de série no 5. Lors de l'échauffement, elle portait un survêtement mais, lorsqu'elle l'enleva, le public découvrit qu'elle portait un catsuit (combinaison une pièce) en élasthanne la couvrant du cou aux chevilles. Alors que les jeunes femmes en étaient à une manche partout, la rencontre fut arrêtée du fait du manque de lumière. L'arbitre, Alan Mills, lui demanda alors de porter une tenue plus appropriée le lendemain. Ce qu'elle fit. Elle perdit la troisième manche,,,,. Plus tard, elle dira qu'elle n'avait pas pensé que cela susciterait une telle controverse.

## Palmarès

### Titre en simple dames
| No | Date       | Nom et lieu du tournoi             | Catégorie | Dotation | Surface    | Finaliste        | Score    |          |
| -- | ---------- | ---------------------------------- | --------- | -------- | ---------- | ---------------- | -------- | -------- |
| 1  | 09-03-1987 | Virginia Slims of Arizona, Phoenix |           | 75 000 $ | Dur (ext.) | Dianne Balestrat | 6-1, 6-2 | Parcours |

### Finale en simple dames
| No | Date       | Nom et lieu du tournoi    | Catégorie  | Dotation  | Surface      | Vainqueure  | Score    |          |
| -- | ---------- | ------------------------- | ---------- | --------- | ------------ | ----------- | -------- | -------- |
| 1  | 11-06-1984 | Edgbaston Cup, Birmingham | VS Tour C2 | 125 000 $ | Gazon (ext.) | Pam Shriver | 7-6, 6-3 | Parcours |

### Titres en double dames
| No | Date       | Nom et lieu du tournoi                       | Catégorie  | Dotation  | Surface         | Partenaire      | Finalistes                       | Score         |          |
| -- | ---------- | -------------------------------------------- | ---------- | --------- | --------------- | --------------- | -------------------------------- | ------------- | -------- |
| 1  | 30-01-1984 | Virginia Slims of Houston Houston            | VS Tour C3 | 150 000 $ | Moquette (int.) | Mima Jaušovec   | Barbara Potter Sharon Walsh      | 6-4, 3-6, 7-6 | Parcours |
| 2  | 12-03-1984 | Virginia Slims of Florida Palm Beach Gardens | VS Tour C3 | 150 000 $ | Terre (ext.)    | Betsy Nagelsen  | Rosalyn Fairbank Candy Reynolds  | 2-6, 6-2, 6-2 | Parcours |
| 3  | 19-03-1984 | Virginia Slims of Dallas Dallas              | VS Tour C3 | 150 000 $ | Moquette (int.) | Leslie Allen    | Sandy Collins Elizabeth Sayers   | 6-4, 5-7, 6-2 | Parcours |
| 4  | 11-06-1984 | Edgbaston Cup Birmingham                     | VS Tour C2 | 125 000 $ | Gazon (ext.)    | Leslie Allen    | Barbara Jordan Elizabeth Sayers  | 7-5, 6-3      | Parcours |
| 5  | 07-04-1986 | Family Circle Mag. Cup Hilton Head           |            | 200 000 $ | Terre (ext.)    | Chris Evert     | Steffi Graf Catherine Tanvier    | 6-3, 6-3      | Parcours |
| 6  | 16-03-1987 | Virginia Slims of Dallas Dallas              |            | 250 000 $ | Moquette (int.) | Mary Lou Piatek | Elise Burgin Robin White         | 7-5, 6-3      | Parcours |
| 7  | 14-09-1987 | Pan Pacific Open Tokyo                       |            | 250 000 $ | Moquette (int.) | Robin White     | Katerina Maleeva Manuela Maleeva | 6-1, 6-2      | Parcours |

### Finales en double dames
| No | Date       | Nom et lieu du tournoi                            | Catégorie  | Dotation  | Surface         | Vainqueures                   | Partenaire      | Score         |          |
| -- | ---------- | ------------------------------------------------- | ---------- | --------- | --------------- | ----------------------------- | --------------- | ------------- | -------- |
| 1  | 02-01-1984 | Virginia Slims of Washington Washington           | VS Tour C3 | 150 000 $ | Moquette (int.) | Barbara Potter Sharon Walsh   | Leslie Allen    | 6-1, 6-7, 6-2 | Parcours |
| 2  | 05-04-1985 | Bridgestone Doubles Tokyo                         |            | 175 000 $ | Moquette (int.) | Kathy Jordan Elizabeth Smylie | Betsy Nagelsen  | 4-6, 7-5, 6-2 | Parcours |
| 3  | 23-09-1985 | Virginia Slims of New Orleans La Nouvelle-Orléans |            | 150 000 $ | Moquette (int.) | Chris Evert Wendy Turnbull    | Mary Lou Piatek | 6-1, 6-2      | Parcours |
| 4  | 09-03-1987 | Virginia Slims of Arizona Phoenix                 |            | 75 000 $  | Dur (ext.)      | Penny Barg Beth Herr          | Mary Lou Piatek | 2-6, 6-2, 7-6 | Parcours |

## Parcours en Grand Chelem

### En simple dames
| Année | Open d'Australie (janvier) | Open d'Australie (janvier) | Internationaux de France | Internationaux de France | Wimbledon       | Wimbledon       | US Open         | US Open          | Open d'Australie (décembre) | Open d'Australie (décembre) |
| ----- | -------------------------- | -------------------------- | ------------------------ | ------------------------ | --------------- | --------------- | --------------- | ---------------- | --------------------------- | --------------------------- |
| 1980  | n/a                        | n/a                        | -                        | -                        | -               | -               | 2e tour (1/32)  | Stacy Margolin   | -                           | -                           |
| 1981  | n/a                        | n/a                        | 3e tour (1/16)           | M. Navrátilová           | 1er tour (1/64) | Tanya Harford   | 2e tour (1/32)  | M. Navrátilová   | 2e tour (1/16)              | Wendy Turnbull              |
| 1982  | n/a                        | n/a                        | 3e tour (1/16)           | Andrea Leand             | 3e tour (1/16)  | M. Navrátilová  | 2e tour (1/32)  | Hana Mandlíková  | 1er tour (1/32)             | Leslie Allen                |
| 1983  | n/a                        | n/a                        | 3e tour (1/16)           | Hana Mandlíková          | 2e tour (1/32)  | Wendy Turnbull  | 4e tour (1/8)   | Jo Durie         | 2e tour (1/16)              | Eva Pfaff                   |
| 1984  | n/a                        | n/a                        | 4e tour (1/8)            | Kathleen Horvath         | 1er tour (1/64) | Carina Karlsson | 3e tour (1/16)  | Hana Mandlíková  | 1er tour (1/32)             | Jo Durie                    |
| 1985  | n/a                        | n/a                        | 3e tour (1/16)           | G. Sabatini              | 1er tour (1/64) | Pam Shriver     | 3e tour (1/16)  | Steffi Graf      | -                           | -                           |
| 1986  | n/a                        | n/a                        | 1er tour (1/64)          | Laura Arraya             | 1er tour (1/64) | Sara Gomer      | 1er tour (1/64) | Andrea Temesvári | n/a                         | n/a                         |
| 1987  | -                          | -                          | -                        | -                        | 2e tour (1/32)  | Beth Herr       | 1er tour (1/64) | Sandra Cecchini  | n/a                         | n/a                         |

À droite du résultat, l’ultime adversaire.

### En double dames
| Année | Open d'Australie (janvier) | Open d'Australie (janvier) | Internationaux de France   | Internationaux de France | Wimbledon                    | Wimbledon                   | US Open                       | US Open                     | Open d'Australie (décembre)  | Open d'Australie (décembre) |
| ----- | -------------------------- | -------------------------- | -------------------------- | ------------------------ | ---------------------------- | --------------------------- | ----------------------------- | --------------------------- | ---------------------------- | --------------------------- |
| 1980  | n/a                        | n/a                        | -                          | -                        | -                            | -                           | 2e tour (1/16) Nancy Yeargin  | M. Mesker N. Schutte        | -                            | -                           |
| 1981  | n/a                        | n/a                        | 3e tour (1/8) S. Margolin  | C. Reynolds Paula Smith  | 2e tour (1/16) S. Margolin   | A. Buchanan Kim Sands       | 3e tour (1/8) S. Mascarin     | J. Russell V. Ruzici        | 1er tour (1/16) M. L. Piatek | Sue Barker Ann Kiyomura     |
| 1982  | n/a                        | n/a                        | 3e tour (1/8) S. Mascarin  | C. Reynolds Paula Smith  | 1er tour (1/32) S. Mascarin  | H. Mandlíková Betty Stöve   | 1er tour (1/32) S. Mascarin   | Navrátilová Pam Shriver     | 1er tour (1/16) S. Mascarin  | Y. Vermaak Nancy Yeargin    |
| 1983  | n/a                        | n/a                        | 1er tour (1/32) Beth Herr  | I. Madruga C. Tanvier    | 2e tour (1/16) B. Hallquist  | B. Potter Sharon Walsh      | 1er tour (1/32) B. Hallquist  | Jo Durie Ann Kiyomura       | 2e tour (1/8) Virginia Wade  | Jo Durie Ann Kiyomura       |
| 1984  | n/a                        | n/a                        | 3e tour (1/8) Leslie Allen | K. Horvath V. Ruzici     | 3e tour (1/8) Leslie Allen   | R. Fairbank C. Reynolds     | 1/2 finale B. Nagelsen        | Navrátilová Pam Shriver     | 2e tour (1/8) B. Nagelsen    | C. Bassett Zina Garrison    |
| 1985  | n/a                        | n/a                        | 1/2 finale B. Nagelsen     | Navrátilová Pam Shriver  | 3e tour (1/8) B. Nagelsen    | Kohde-Kilsch Helena Suková  | 1er tour (1/32) Andrea Jaeger | Zina Garrison Kathy Rinaldi | -                            | -                           |
| 1986  | n/a                        | n/a                        | 3e tour (1/8) Chris Evert  | K. Maleeva M. Maleeva    | 2e tour (1/16) Chris Evert   | Gretchen Rush J. Russell    | 3e tour (1/8) A. Moulton      | Steffi Graf G. Sabatini     | n/a                          | n/a                         |
| 1987  | -                          | -                          | -                          | -                        | 2e tour (1/16) M. L. Piatek  | Hetherington J. Russell     | 3e tour (1/8) M. L. Piatek    | Zina Garrison Lori McNeil   | n/a                          | n/a                         |
| 1990  | -                          | -                          | -                          | -                        | 2e tour (1/16) Monique Javer | Patty Fendick Zina Garrison | 2e tour (1/16) Jenny Byrne    | Steffi Graf Lori McNeil     | n/a                          | n/a                         |

Sous le résultat, la partenaire ; à droite, l’ultime équipe adverse.

### En double mixte
| Année | Open d'Australie (janvier), | Open d'Australie (janvier), | Internationaux de France   | Internationaux de France  | Wimbledon                    | Wimbledon                 | US Open                     | US Open                   | Open d'Australie (décembre), | Open d'Australie (décembre), |
| ----- | --------------------------- | --------------------------- | -------------------------- | ------------------------- | ---------------------------- | ------------------------- | --------------------------- | ------------------------- | ---------------------------- | ---------------------------- |
| 1981  | n/a                         | n/a                         | 2e tour (1/8) R. Van't Hof | Anne Smith Steve Denton   | 1er tour (1/32) R. Van't Hof | Sherry Acker Cary Leeds   | -                           | -                         | n/a                          | n/a                          |
| 1982  | n/a                         | n/a                         | -                          | -                         | 1/4 de finale Chip Hooper    | A. Temesvári Charles Buzz | -                           | -                         | n/a                          | n/a                          |
| 1983  | n/a                         | n/a                         | 2e tour (1/16) R. Crowley  | Pam Casale Ricardo Ycaza  | 1er tour (1/32) R. Van't Hof | M. L. Piatek F. Buehning  | -                           | -                         | n/a                          | n/a                          |
| 1984  | n/a                         | n/a                         | 3e tour (1/8) Chris Dunk   | Laura Arraya Pablo Arraya | 2e tour (1/16) L. Stefanki   | Pam Casale Jaime Fillol   | -                           | -                         | n/a                          | n/a                          |
| 1985  | n/a                         | n/a                         | -                          | -                         | 1/4 de finale E. Teltscher   | E. Smylie J. Fitzgerald   | -                           | -                         | n/a                          | n/a                          |
| 1986  | n/a                         | n/a                         | 2e tour (1/16) Bud Schultz | N. Herreman Winogradsky   | -                            | -                         | 1er tour (1/16) L. Stefanki | Elna Reinach M. Robertson | n/a                          | n/a                          |
| 1987  | -                           | -                           | -                          | -                         | 2e tour (1/16) Gary Muller   | R. Reggi Sergio Casal     | 2e tour (1/8) Kelly Jones   | Navrátilová E. Sánchez    | n/a                          | n/a                          |

Sous le résultat, le partenaire ; à droite, l’ultime équipe adverse.

## Parcours aux Masters

### En double dames
| # | Date       | Nom de l'édition                      | ($)     | Surface         | Résultat      | Partenaire      | Ultimes adversaires                | Score         |          |
| - | ---------- | ------------------------------------- | ------- | --------------- | ------------- | --------------- | ---------------------------------- | ------------- | -------- |
| 1 | 16/11/1987 | Virginia Slims Championships New York | 500 000 | Moquette (int.) | 1/4 de finale | Mary Lou Piatek | Claudia Kohde-Kilsch Helena Suková | 6-4, 3-6, 7-5 | Parcours |

## Classements WTA

### Classements en simple en fin de saison
| Année | 1983 | 1984 | 1985 | 1986 | 1987 |
| Rang  | 37   | 45   | 20   | 51   | 57   |

Source : (en) « Classements de Anne White », sur le site officiel du WTA Tour

### Classements en double en fin de saison
| Année | 1986 | 1987 |
| Rang  | 20   | 23   |

Source : (en) « Classements de Anne White », sur le site officiel du WTA Tour